# Green (romanzo)
Green (Smaragdgrün) è un romanzo scritto da Kerstin Gier nel 2010. In Italia è stato pubblicato nel 2012 dalla casa editrice Corbaccio. È il terzo e ultimo dei tre volumi della Trilogia delle gemme e sequel di Blue.

## Trama
Dopo aver scoperto che Gideon ha finto di amarla per manipolarla meglio, Gwen è distrutta, ma continua a indagare sul codice del Cavaliere Verde. Xemerius le dice di aver trovato una cassa nel muro del passaggio segreto dietro il ritratto del prozio Hugh, ma Gwen viene sorpresa nella sua missione di recupero notturna da Nick e Mr Bernhard, che la informa che fu lui a murare il baule, appartenuto a nonno Lucas, e le propone di riprovare la sera, approfittando dell'assenza di Lady Arisa e Glenda. La mattina, a scuola, Leslie cerca di tirare su di morale Gwen suggerendo che magari Gideon alla fine si sia innamorato davvero di lei; tuttavia, quando la ragazza si reca a Temple per trasmigrare, Gideon le chiede di fidarsi di lui e rimanere amici, mandandola su tutte le furie. Gwen raggiunge poi il 1956, dove incontra nuovamente nonno Lucas, che, informato del baule nascosto nel muro, giunge alla conclusione che possa trattarsi del primo cronografo, quello rubato da Lucy e Paul. Nell'eventualità, l'uomo inserisce il sangue di Gwen nel primo cronografo, in modo che manchi solo quello di Gideon, e le insegna a usarlo.
La sera, insieme a Mr Bernhard, Nick, zia Maddy e Leslie, la ragazza recupera il baule e scopre che la chiave da lei presa durante uno dei suoi primi salti incontrollati nel tempo è proprio quella che apre il lucchetto della cassa. Mr Bernhard e zia Maddy le raccontano, inoltre, che il baule fu murato il giorno prima della morte di Lucas, avvenuta in circostanze sospette, e che, durante i funerali, un ladro entrò in casa e ne rubò i diari. Rimasta sola, Gwen raggiunge il 1956 e decide con Lucas di rivedersi nel 1993 quando lui avrà più informazioni sulle motivazioni dietro il gesto di Lucy e Paul. Gli strani movimenti della cugina, però, insospettiscono Charlotte, che la mattina dopo si finge malata per indagare; Gwen stessa inventa un presunto malanno per rimandare di un giorno l'incontro nel 1782 con il conte e rimane sorpresa quando il dottor White, che non l'hai mai apprezzata, le regge il gioco. Tornata a casa, la ragazza raggiunge suo nonno nel 1993 e riceve una copia contraffatta di Anna Karenina, nel quale l'uomo ha ben nascosto tutto ciò che ha scoperto; intanto, Charlotte denuncia Gwen ai Guardiani, ma, quando questi le sequestrano il baule, non trovano il cronografo perché la ragazza l'ha nascosto nella canna fumaria sul tetto. Mentre Gwen inizia a studiare il libro, Gideon continua da solo la missione e recupera il sangue di Elaine Burghley e Lady Tilney, e così nel secondo cronografo mancano solo Lucy e Paul.
Arriva infine il giorno del ricevimento nel 1782 a casa dei Pimplebottom, durante il quale si scoprirà chi era la spia tra i Guardiani di cui si racconta negli Annali. Alla festa, Gwen si avvicina a James, che nel presente infesta la scuola come fantasma, e gli dà appuntamento per il giorno dopo a Hyde Park perché intende vaccinarlo e impedirgli di morire. Colta dalla gelosia al vedere Gideon e Lady Lavinia insieme, Gwen entra in una stanza dove trova Rakoczy, solo, sotto effetto di stupefacenti. L'uomo prova a drogarla, ma viene salvata da Gideon, che tramortisce Rakoczy; tuttavia, il fatto che il ragazzo sia arrivato con Lady Lavinia fa ingelosire Gwen ancora di più e, invece di ringraziarlo, scappa in un'altra stanza, dove Gideon la raggiunge chiedendole spiegazioni. Qui Gwen vede se stessa nascosta dietro una tenda e si rende conto che si tratta del suo terzo viaggio incontrollato nel tempo, avvenuto non molto tempo prima, quando ancora non sapeva nulla dei Guardiani: memore di quanto visto allora, Gwen bacia appassionatamente Gideon per distrarlo. Un attimo dopo, nella stanza sopraggiunge Lord Alastair con Lady Lavinia e Albert Alcott, il primo segretario della loggia, che si scopre essere il traditore. Nel combattimento che segue, Lord Alastair trafigge Gwen al cuore e la ragazza muore tra le braccia di Gideon, che le confessa il suo amore. Poco dopo, Gwen si risveglia nel presente, viva, con un semplice graffio sul petto, e viene riportata a casa; il fatto che fosse stata colpita mortalmente viene considerato dagli altri membri della loggia come un errore di Gideon dovuto allo shock. Gideon, però, racconta a Gwen che, dagli appunti del conte ricevuti da Paul, ha scoperto che la ragazza dovrà morire per amore una volta completato il cerchio, e che l'ha trattata male per tenerla lontana da sé e impedirle, nel caso, di sacrificarsi per lui. I due si riappacificano e tornano insieme; poco dopo, arriva anche Leslie a informarli che, dalla copia contraffatta di Anna Karenina, ha appreso che l'elisir renderà il conte immortale e non ha nulla a che fare con il salvare il mondo da tutte le malattie. Gwen e Gideon la informano, invece, del fatto che Gwen sia immortale e che, come dicono le profezie, lei possa morire solo se si toglie la vita con le proprie mani.
Il giorno dopo, percorrendo i corridoi della loggia per trasmigrare, Gwen origlia una conversazione dalla quale scopre che Lucy e Paul sono i suoi veri genitori e ne rimane sconvolta, ma Gideon la consola e la ragazza chiarisce poi ogni cosa con Grace. La sera, i due completano il cronografo, che produce una sostanza simile al sale, e viaggiano segretamente nel 1912 per incontrare Lucy e Paul e parlare loro delle scoperte fatte; inoltre, durante un colloquio con Leslie emerge il fatto che, secondo le profezie, l'immortalità del conte cesserebbe alla nascita di Gwen, e ciò vorrebbe dire che non solo l'uomo è riuscito in passato a ottenere in qualche modo l'elisir, ma anche che potrebbe essere nel presente. Inoltre, poiché Lucas è morto in circostanze misteriose, potrebbe esserci un traditore tra i Guardiani. La domenica, Gwen e Gideon fanno altri due viaggi, uno sempre nel 1912 per impedire che Gideon porti un messaggio che informi i Guardiani della nuova casa di Lucy e Paul, durante il quale viene svelato che fu lui stesso a colpirsi in testa quella volta che tornò dal passato dicendo che Gwen lo aveva tramortito, e uno nel 1782, dove Gwen riesce con successo a vaccinare James. Completata anche questa missione, la coppia si reca al nuovo incontro con il conte nel 1782, due giorni dopo il ballo. Gideon viene mandato a prendere il sangue di Lucy e Paul, mentre Gwen viene tenuta in ostaggio per assicurarsi che il ragazzo torni con l'elisir della vita eterna. A Gwen viene però offerto del vino avvelenato per ucciderla, ma la ragazza si risveglia, viva, nel presente, dove trova il dottor White che affronta Mr Whitman, in procinto di partire per il Brasile. Alla chiusura del secondo cerchio, infatti, il professore ha rivelato di essere il conte, di essersi sottoposto a chirurgia plastica e che il nonno di Gwen è stato ucciso da Marley senior, la cui famiglia, essendo discendente da Rakoczy, gli è sempre stata devota. Whitman tramortisce il dottor White e, capito il vero significato della profezia, cerca di costringere Gwen ad assumere del cianuro, ma sopraggiunge Gideon a fermarlo; tuttavia, il ragazzo viene ucciso dal professore, ma sbalordisce i presenti risvegliandosi perché Lucy e Paul lo hanno convinto a prendere l'elisir e diventare immortale. Il dottor White, risvegliatosi, colpisce Whitman alla testa e l'uomo viene rinchiuso nelle prigioni della loggia.
Mentre Gwen, andando a scuola il giorno seguente, nota che il fantasma di James non c'è, segno che la vaccinazione ha funzionato, nel 1919 Lucy e Paul, che si sono trasferiti e hanno adottato il nuovo cognome "Bernhard", attendono l'arrivo di Gwen e Gideon per avvertire la figlia che aspettano un bambino.

## Personaggi
- Gwendolyn "Gwen" Shepherd: è la protagonista del libro, ha sedici anni e vive a Londra in un enorme palazzo antico. Spensierata e appassionata di film storici, che adora guardare con Leslie, scopre di poter viaggiare nel tempo. Ha la capacità di vedere i fantasmi e i doccioni, e spesso parla con loro.
- Grace Montrose: è la madre di Gwen, ha mentito sulla sua data di nascita e sulle sue vere origini per proteggerla dal suo destino. Diffida dei Guardiani e, in particolare, del Gran Maestro Falk de Villiers.
- Nick e Caroline Shepherd: sono i fratelli minori di Gwendolyn, e hanno rispettivamente 12 e 9 anni.
- Charlotte Montrose: è la cugina di Gwendolyn, dispettosa e orgogliosa, e si pensava fosse lei ad avere ereditato il gene dei viaggi nel tempo. È innamorata di Gideon.
- Glenda Montrose: la madre di Charlotte.
- Lady Arisa Montrose: la nonna di Gwen e Charlotte, madre di Glenda, Grace e Harry, moglie del defunto Lord Lucas Montrose.
- Madeline (Maddy) Montrose: sorella del defunto Lord Lucas Montrose, ha strane visioni che non sa interpretare.
- Mr Bernhard: maggiordomo della famiglia Montrose con la capacità di comparire sempre dal nulla.
- Xemerius: demone-doccione che Gwen vede per la prima volta al ritorno dal 1912 e che si affeziona a lei, iniziando a seguirla a causa del suo potere di vederlo.
- Leslie Hay: migliore amica di Gwen.
- Gideon de Villiers: undicesimo viaggiatore nel tempo, diciottenne, è il discendente della linea maschile dei viaggiatori e fidanzato di Gwendolyn.
- Raphael Bertelin: è il fratello minore di Gideon, frequenta la Saint Lennox e ha una cotta per Leslie.
- Falk de Villiers: zio di secondo grado di Gideon, è anche il Gran Maestro dei Guardiani e l'ex di Grace.
- Thomas George: è un membro della loggia interna dei Guardiani, l'unico che vuole bene a Gwen e di cui lei si fidi.
- Dottor Jake White: medico e membro della loggia interna dei Guardiani.
- Robert White: il figlio del dottor White, è morto a sette anni annegando in una piscina. Segue il padre come fantasma.
- Mrs Jenkins: la segretaria dei Guardiani.
- Madame Rossini: sarta dei Guardiani dall'accento francese.
- Mr Whitman: professore di letteratura e inglese alla Saint Lennox High School, coinvolto nella cerchia interna dei Guardiani.
- Mr Leopold Marley: uno degli adepti della loggia, discendente di Rakoczy.
- Giordano: il responsabile dell'educazione dei viaggiatori nel tempo, ha un'opinione molto bassa di Gwen.
- Lucas Montrose: il nonno di Gwen, ex Gran Maestro della Loggia, morto quando lei era piccola.
- Conte di Saint Germain: quinto viaggiatore nel tempo e fondatore dei Guardiani, è l'unico a conoscere ciò che avverrà alla chiusura del cerchio di sangue.
- Miroslaw "Miro" Alexander Leopold Rakoczy: amico del conte di Saint Germain e suo "fratello di sangue", è chiamato anche "il leopardo nero".
- Albert Alcott: primo segretario della loggia nel 1782.
- Mr Brewer: adepto della loggia.
- Lord Alastair: capo dell'Alleanza Fiorentina, vuole fermare il conte.
- Conte di Madrone: fondatore dell'Alleanza Fiorentina, segue Lord Alastair come fantasma.
- Lord Brompton: conoscente e sostenitore del conte di Saint Germain, che ospita in occasione del primo viaggio controllato di Gwen.
- Lady Brompton: è la moglie di Lord Brompton.
- Lady Lavinia Rutland: una ricca e avvenente vedova.
- Margret Tilney: viaggiatrice nel tempo, nonna di Lady Arisa.
- Dottor Hamilton: il dottore di Margret Tilney nel 1912.
- Paul de Villiers: fratello minore di Falk de Villiers, viaggiatore nel tempo, vero padre di Gwen.
- Lucy Montrose: figlia di Harry Montrose, e quindi nipote di Grace, è una viaggiatrice nel tempo che si è innamorata di Paul ed è fuggita con lui nel passato dopo aver rubato il cronografo, ed è la vera madre di Gwen.
- James August Peregrin Pimplebottom: fantasma che abita la Saint Lennox High School.
- Cynthia Dale e Gordon Gelderman: compagni di classe di Gwen, Leslie e Charlotte.
- Preside Gilles: preside della Saint Lennox High School.
- Charles: il padre di Charlotte.

## Adattamento cinematografico
Le riprese del film tratto dal libro, Ruby Red III - Verde smeraldo (in originale Smaragdgrün), si sono tenute dal 14 aprile all'11 giugno 2015 in Renania Settentrionale-Vestfalia, Turingia, Baviera e Scozia. Maria Ehrich e Jannis Niewöhner tornano nei loro ruoli, mentre al cast si aggiungono Emilia Schüle, Chris Tall e Timur Işık. Il film è uscito nelle sale tedesche il 7 luglio 2016, mentre in Italia è stato trasmesso su Sky Cinema Family il 17 marzo 2017.